# 卡伊爾卡
46°16′41″N 33°36′25″E / 46.27806°N 33.60694°E
卡伊爾卡（烏克蘭語：Каїрка）是位於烏克蘭南部的村莊，由赫爾松州斯卡多夫斯克區的米爾內市鎮負責管轄。該村面積44.8平方公里，海拔高度11米，2001年人口328，人口密度每平方公里7.3人。